# Visual Studio Tools for Office
Visual Studio Tools for Office (VSTO, Visual Studio Tools для офиса) представляет собой набор средств разработки, доступных в виде Visual Studio add-in (шаблоны проектов) и runtime, что позволяет Microsoft Office 2003 и более поздним версиям приложений Office использовать функциональность .NET Framework Common Language Runtime (CLR) с помощью .NET type system. В результате позволяет расширить Office-приложения, которые будут записаны в CLI-совместимом языке (расширения для Office ранее реализовались через COM), а также использовать функциональные возможности и пользовательский интерфейс конструкций из приложений Office в .NET. VSTO заменяет VBA версий Office 2000 и Office XP. Является runtime, хотя часть VSTO, также загружаемые отдельно, если требуется.
VSTO предоставляет полный набор функций Visual Studio, включая запрос, объединённый с языком (LINQ), Windows Presentation Foundation (WPF), Windows Communication Foundation (WCF) и .NET Framework 3.5. Кроме того, VSTO имеет множество новых функций для Microsoft Office 2007, включая визуальные конструкторы, упрощающие создание пользовательских областей форм и настройку ленты. Можно создавать области задач уровней документа и приложения и без проблем создавать и выполнять отладку решений рабочего процесса Office SharePoint Server 2007. Решения VSTO просты в развёртывании благодаря полной поддержке ClickOnce. Кроме того, VSTO позволяет использовать существующие вложения в VBA, расширяя существующие решения управляемым кодом.
VSTO add-in (типы проектов и управления) позволяют VSTO applications и Office add-ins разработаться с использованием Visual Studio IDE. Для Visual Studio .NET 2003 и Visual Studio 2005, доступна только в качестве автономного издание с поддержкой .NET языков ограничивается Visual Basic.NET и C#. Он был также включён в качестве части Visual Studio Team System 2005. Позже, Visual Studio Tools for Office 2005 Second Edition (VSTO 2005 SE) была выпущена в качестве свободного add-in для Visual Studio Professional и выше, включающая в себя Office 2007 и 2003 поддержку. Однако, для Visual Studio Professional Edition, может быть установлена только на уровне add-in приложений, это не позволяет добавлять add-in на уровне документа или других функций (действий панели управления приложения, визуальный конструктор документа и т. д.) доступных в полной версии VSTO или Team System изданий. С помощью Visual Studio 2008, VSTO 3.0 больше не продаётся отдельно, но интегрирован с полной функциональностью в Professional и Team System IDE.